# Абдулла, Даайи
Даайи Абдулла (нем. Daayiee Abdullah), имя при рождении Сидни Томпсон (англ. Sidney Thompson; род. 1954, Детройт, штат Мичиган, США) — американский имам, проживающий в городе Вашингтон, округ Колумбия. Является одним из пяти имамов в мире с гомосексуальной сексуальной ориентацией; четверо других — Мухсин Хендрикс из ЮАР, Людовик-Мохамед Захед из Франции, Эль-Фарук Хаки из Канады и Нур Варсаме из Австралии. Абдулла был членом и духовным советником Фонда Аль-Фатиха до его закрытия в 2011 году. Сексуальная ориентация имама является причиной дискуссий в мусульманском сообществе из-за традиционно поддерживаемых в исламе убеждений о мужской гомосексуальности.

## Ранние годы
Родился в 1954 году в многодетной афроамериканской семье. Кроме него у родителей, членов Южной баптистской конвенции, было ещё шесть сыновей и две дочери. Родители не препятствовали духовным поискам своих детей. В 8 лет Сидни побывал в синагоге, индуистском храме и церквях ряда христианских конфессий. Ни одна из этих религий не нашла в нём отклика.
В возрасте 15 лет окончил среднюю школу. Сделал это раньше своих сверстников, потому что большую часть лета посещал занятия в летней школе, вместе с которой, он и его семья путешествовали по Северной Америке. Его родители считали, что окончание средней школы является аттестатом на зрелость. Зная об этом, Сидни совершил перед ними каминг-аут. Родители приняли его таким, какой есть. По признанию самого Томпсона, он понял, что его привлекают другие мальчики, когда ему было 5 лет.
В 1995 году Абдулла окончил Юридическую школу Дэвида А. Кларка в Вашингтоне по специальности юрисконсульт. В 2000 году поступил в Высшую школу исламских социальных наук в Эшберне, откуда был исключён в 2003 году после того, как стало известно о его сексуальной ориентации.

## Служение
В 1978 году Абдулла посетил конференцию в Вашингтоне в качестве сотрудника офиса губернатора Джерри Брауна в Сан-Франциско. В 1979 году он снова посетил этот город, но уже в качестве одного из координаторов Национального марша за права лесбиянок и геев. Вскоре после этого Томпсон переехал из Сан-Франциско в Вашингтон. В 1980-х годах поступил в Джорджтаунский университет. Затем несколько лет обучался в Пекинском университете и Тайваньском национальном университете. Изучал китайский язык и литературу, арабский язык, историю и культуру Северной Африки и Ближнего Востока. Несколько лет работал и учился в мусульманских странах. Некоторые из его одноклассников были из Урумчи и являлись китайскими мусульманами. Они спросили его, что ему известно об исламе, после чего пригласили в первую пекинскую мечеть. Посещение мусульманского богослужения побудило его принять ислам. В 30 лет он стал мусульманином и взял новое имя — Даайи Абдулла.
Примерно в 2000 году Абдулла присоединился к группе гомосексуальных мусульман в онлайн-сервисе Yahoo!. На этом форуме было много гомосексуалов, которые утверждали, что Коран запрещает гомосексуальные отношения. Абдулла опроверг эти комментарии, объяснив, что нужно сначала следовать Корану, и только после хадисам. Эта позиция сделала его известным среди гомосексуалов и единомышленников в онлайн-сообществе. Одна из причин, по которой его стали называть имамом, заключалась в том, что он провёл множество церемоний для людей, которые считались изгоями в своей общине из-за болезней, пола или религии человека, с которым они хотели сочетаться браком. Несколько мусульман-геев умерли от СПИДа, и никто, кроме него, не решился совершить над ними джаназа-намаз. Абдулла также заключал однополые браки и консультировал гетеросексуальные и гомосексуальные семейные пары. Он сочетал браки, в которых один из партнёров был мусульманином, а другой исповедовал иудаизм или христианство. Поскольку авраамические религии являются родственными для ислама, и поскольку Коран говорит, что адепты этих религий могут взаимодействовать с другими авраамическими верующими, Абдулла считает, что брак между представителями разных авраамических религий правомочен.
Он был бизнес-менеджером в фитнес-центре Джорджтауна с 2007 по 2009 год. Абдулла, действующий под юридическим именем Сидни Томпсон, является генеральным директором «Asiad & Associates», компании по разработке программного обеспечения в округе Колумбия. С 2000 года Абдулла предоставляет специализированные консультационные услуги мусульманам широкого спектра мусульманского религиозного и культурного происхождения. В 2011 году он помог основать дружественную ЛГБТ мечеть в Вашингтонской публичной библиотеке.
Абдулла является имамом и религиозным директором Нур Аль-Исслаах («Мечеть просвещения и реформации» или «Мечеть Света реформ»), мечети, приветствующей ЛГБТ. Имам был директором по работе с ЛГБТ в организации «Мусульмане за прогрессивные ценности» с 2010 по 2014 год и членом Консультативного совета мусульман за прогрессивные ценности. Он также занимал должность в организации Скейв Верден («Мир геев») в Осло. С 2014 года Абдулла является исполнительным директором Института MECCA, образовательной и исследовательской организации, чья миссия состоит в просветительской деятельности среди мусульман и немусульман в духе инклюзивной и прогрессивной исламской теологии.
Абдулла несколько лет был членом правления круглого стола Фонда Аль-Фатиха. С 2011 по 2012 год он входил в состав Рабочей группы квир-мусульман, которая в 2013 году была преобразована в Альянс мусульман за сексуальное и гендерное разнообразие. С 2011 года Абдулла также входил в группу по планированию ретритов для ЛГБТ-мусульман.

## Личная жизнь
В 2006—2015 годах Даайи Абдулла состоял в отношениях. Его партнером был христианин. По утверждениям Абдуллы, они расстались из-за давления, которое испытывал партнёр, не совершавший каминг-аут. В настоящее время Абдулла является холостяком.